# Thập niên 1270
Thập niên 1270 là thập niên diễn ra từ năm 1270 đến 1279.